# 宗教哲学会
宗教哲学会（しゅうきょうてつがくかい、英名 Society for Philosophy of Religion in Japan）は、1983年、宗教哲学・宗教学の研究進展を図ることを目的として「京都宗教哲学会」の名で設立され、2008年現名称に改称した学会。
事務局を京都府京都市左京区吉田本町京都大学文学部宗教学研究室内に置いている。

## 事業
- 総会・学術大会・研究会・講演会等の開催、機関誌の発行など[1]

## 機関誌
- 『宗教哲学研究』